# Ambasador dobrej woli UNHCR
Ambasador dobrej woli UNHCR – honorowy tytuł nadawany przez urząd Wysokiego Komisarza Narodów Zjednoczonych do spraw Uchodźców znanym osobistościom, które wykorzystują swoją sławę, aby pomóc uchodźcom.

## Lista ambasadorów dobrej woli UNHCR
Obecnie:
- Barbara Hendricks (śpiewaczka operowa), 1987
- Adel Imam (aktor), 2000
- Angelina Jolie (aktorka), 2001
- Giorgio Armani (projektant mody), 2002
- Julien Clerc (piosenkarka), 2003
- Osvaldo Laport (aktor), 2006
- Jorgos Dalaras (piosenkarz), 2006
- Muazzez Ersoy (piosenkarz), 2007
- Iskui Abalan (piosenkarka)

Dawniej:
- Đorđe Balašević
- Richard Burton
- Justus Frantz
- Udo Jürgens
- Sophia Loren
- Księżniczka Marta Ludwika
- James Mason
- Riccardo Muti